# Adelajda Ludwika Sobieska
Adelajda Teofila Ludwika Sobieska (ur. 15 października 1672, zm. 10 lutego 1677 w Warszawie) – królewna polska, córka Jana III Sobieskiego i Marii Kazimiery d’Arquien.

## Życiorys
Rodzice nazywali królewnę Adelajdę Ludwikę Berbiluną. Początkowo Adelajda miała zostać ochrzczona wraz z młodszą siostrą Marią Teresą w dniu koronacji rodziców 2 lutego 1676, jednak z powodu śmierci Marii Teresy ceremonia została przełożona. Ostatecznie 19 lipca 1676 została ona ochrzczona wraz z siostrą Teresą Kunegundą w kościele parafialnym w Jaworowie. Rodzicami chrzestnymi Berbiluny byli król francuski Ludwik XIV oraz księżna Bawarii Henrietta Adelajda Sabaudzka. Imiona Adelajda Teofila Ludwika otrzymała na cześć swoich rodziców chrzestnych oraz babki Teofili z Daniłowiczów Sobieskiej. Wkrótce królewna ciężko zachorowała, a rodzice powierzyli ją opiece karmelitankom warszawskim. Po długiej agonii Adelajda Teofila Ludwika Sobieska zmarła 10 lutego 1677. Jej ciało pochowano w grobach królewskich na Wawelu.